# 魏植
魏植，西晋末年官員。
魏植在西晋担任頓丘郡太守。307年十二月，魏植迫于来頓丘避難的流民，起兵反对西晋王朝。聚众規模达到五六万人，攻打兗州，大肆抢掠而回。都督青州諸軍事苟晞在无盐驻扎，来攻打魏植。苟晞让弟弟苟纯兼任青州刺史，苟纯刑罚杀戮比苟晞还要厉害。苟晞讨伐魏植，打败了他，其勢力散亡。魏植的后裔为钜鹿魏氏西祖房支，魏收、魏徵都是他的后裔。